# Juul Hannes
Juul Hannes (Geel, 15 maart 1938 - Gent, 25 april 2012) was een Belgisch hoogleraar en historicus.

## Levensloop
Hannes studeerde geschiedenis aan de Rijksuniversiteit Gent en promoveerde in 1969 tot doctor in de geschiedenis onder leiding van prof. dr. Jan Dhondt. Zijn onderzoek naar de kwantitatief-kritische methode in de sociale geschiedschrijving was innoverend. Hij was de eerste om de geschiedenis van een gemeente te analyseren op basis van de kadastrale plannen die vanaf het begin van de negentiende eeuw werden opgemaakt. Hij zou hierop vele jaren verder werken en onderzoeken, waarbij hij ook veel studenten aanmoedigde in deze richting studie te verrichten. Met zijn methodologie maakte hij kritische analyses van de 19e-eeuwse samenleving, vertrekkend vanuit cijfers en statistieken maar steeds gebaseerd op de sociale realiteiten.
Hij werd hoogleraar voor de vakgroep Macro-economie van de Faculteit Economische, Sociale en Politieke Wetenschappen van de VUB. In 1976 werd hij lid van de Raad van Bestuur van de VUB en in 1978 decaan van de Faculteit Economische, Sociale en Politieke Wetenschappen. Aan de Gentse universiteit doceerde hij vanaf 1972 onder meer Historische kritiek van statistische gegevens aan de vakgroep Nieuwste Geschiedenis van de Faculteit Letteren en Wijsbegeerte.
Zijn bijzondere belangstelling voor fiscale geschiedenis resulteerde in diverse publicaties over dit onderwerp. Hij ging hierbij de controverse niet uit de weg, onder meer in zijn boeken De prijs van België was altijd hoog (2001) en De mythe van de omgekeerde transfers tussen Vlaanderen en Wallonië sinds 1830 (2007), waarin hij de stelling verdedigde dat Vlaanderen in de 19e eeuw geen financiële transfers vanuit Wallonië had ontvangen, integendeel. Zijn stellingen waren aanleiding tot heel wat academische en journalistieke discussies.

## Liberaal
In het verzuilde België behoorde Hannes tot de liberale familie. Hij was actief in talrijke Vlaamse liberale verenigingen, zoals:
- Coördinatiecentrum voor Liberaal Socio-cultureel Beleid (CLSB), liberale cultuurkoepel waar hij voorzitter van was;
- het tijdschrift Liberaal Reflex;
- lid van het dagelijks bestuur van het Willemsfonds;
- lid van het dagelijks bestuur van het Studiecentrum Professor Herman Uyttersprot.

## Liberaal Archief
Van het in Gent gevestigde Liberaal Archief was hij vanaf 2003 voorzitter. Hij was een aandachtig bestuurder voor de conservatie en de ontsluiting van het erfgoed uit het liberaal verleden.
Met oog voor het dichter bij de samenleving brengen van archieven, realiseerde hij de bouw van de 'Blauwe Zaal' als ontmoetingsplaats tussen erfgoed en publiek.

## Publicaties
- De "Atlas cadastral parcellaire de la Belgique" en zijn betekenis voor de historische geografie der gemeenten, in: Driemaandelijks Tijdschrift van het Gemeentekrediet, juli 1968
- De resultaten van de volkstelling van 1 januari 1810 te Brussel, 1981
- Economie in veelvoud, 1991
- Geven en nemen : Vlaanderen en de Belgische belastingen in de jaren 1830-1914, 1994
- Mag het een ietsje meer zijn ? : Vlaanderen en de Fiscus 1830-1914, 1995
- Met de fiscale bril bekeken. Vlaanderen in België, 1830-1914 in : A. Verhulst & L. Pareyn (red.), Huldeboek Prof. dr. Marcel Bots. Een bundel historische en wijsgerige opstellen, Gent, Liberaal Archief, 1995, pp. 167-194.
- Belgische vennootschappen 1857-1906, in: Docendo Discimus, Liber amicorum Romain Van Eenoo, Gent, 1999.
- Vlaanderen Betaalt, de mythe van de omgekeerde transfers. Over de geldstroom tussen Vlaanderen en Wallonië sinds 1830, Doorbraak, 2021.
- Economische verandering en inkomensongelijkheid: de inkomensverdeling in de Oost-Vlaamse steden in de negentiende eeuw, 2007

- International Standard Name Identifier: 0000 0000 4062 5137
- Library of Congress Control Number: n2007038481
- Nederlandse Thesaurus van Auteursnamen: 071831673
- Système universitaire de documentation: 086287834
- Virtual International Authority File: 191159640
- WorldCat: E39PBJymFxPXBJGvgyrpJtptrq